# Francisco Javier Luke Bermúdez
Francisco Javier Luke (Barakaldo, 20 de febrer de 1968) és un exfutbolista basc, que jugava com a davanter.

## Trajectòria
Es va formar al modest equip del Retuerto. A la 86/87 s'incorpora al Santurtzi, de Tercera, on romandria tres anys abans de fitxar pel Sestao Sport. Allí va quallar un bona temporada 89/90, en Segona Divisió, marcant 9 gols en 34 partits. Això va cridar l'atenció de l'Athletic Club, que el va fitxar a l'any següent.
La temporada 90/91 debuta amb els lleons a primera divisió. Va jugar 24 partits i va marcar 7 gols. A la campanya següent seria el davanter suplent per excel·lència a la vegada que va fer una bona competició de Copa del Rei, marcant 6 gols. A partir d'ací va començar a desaparèixer dels partits de l'Athletic, i la temporada 93/94 va ser cedit al CA Osasuna. De nou a Bilbao, per la temporada 94/95 tan sols juga set partits, tots ells des de la banqueta.
L'estiu de 1995 s'incorpora a les files de l'Albacete Balompié, on jugaria mitja temporada abans de ser cedit a l'Almeria, on va gaudir de certa continuïtat. Retorna a l'equip manxec, on tot just disposa d'uns pocs minuts de la temporada 96/97. La temporada temporada següent, el basc recala al Burgos CF, on jugaria dos anys. Finalment, la temporada 99/00 milita a l'equip de la seua ciutat natal, el Barakaldo CF, on penjaria les botes al final de la campanya.